# Глибокий потік (притока Оравиці)
Глибокий потік (словац. Hlboký potok) — річка; ліва притока Оравиці, протікає в окрузі Дольний Кубін.
Довжина приблизно 5,0—5,5 км. Витік знаходиться в масиві Скорушинські гори (геоморфологічна підодиниця Скорушина) — на висоті приблизно 980 метрів.
Впадає Груньовий потік. Протікає територією села Льєсек. Впадає в Оравицю на висоті близько 640—645 метрів.